# Ґімбут
Ґімбут (жем.:Gimbuts; ХІ ст.) — літописний Жемантійський князь з династії Палемоновичів. 

## Життєпис
Згідно з однією з редакцій легенди про Палемоновичів, він був литовський і жемантійський князь, син князя Ердзивіла. За іншою версією - син князя Куна, засновника міста Кунас (Каунас), верховного володаря литовських земель.
Відповідно до пізньої «Хроніки Бихівця» його старшим сином був князь Куковійт (таким чином Ґімбута ототожнюють із Жемайтським князем Живибудом). За раньою версією йому успадкував його син князь Монтивіл.